# Prince Olav Mountains
Prince Olav Mountains är en bergskedja i Västantarktis. Nya Zeeland gör anspråk på området.
Prince Olav Mountains sträcker sig 22,3 kilometer i nord-sydlig riktning. Den högsta toppen är Mount Wade, 4 085 meter över havet.
Topografiskt ingår följande toppar i Prince Olav Mountains:
- Mount Campbell
- Centennial Peak
- Mount Finley
- Mount Oliver
- Mount Wade